# Pasquale Malipiero

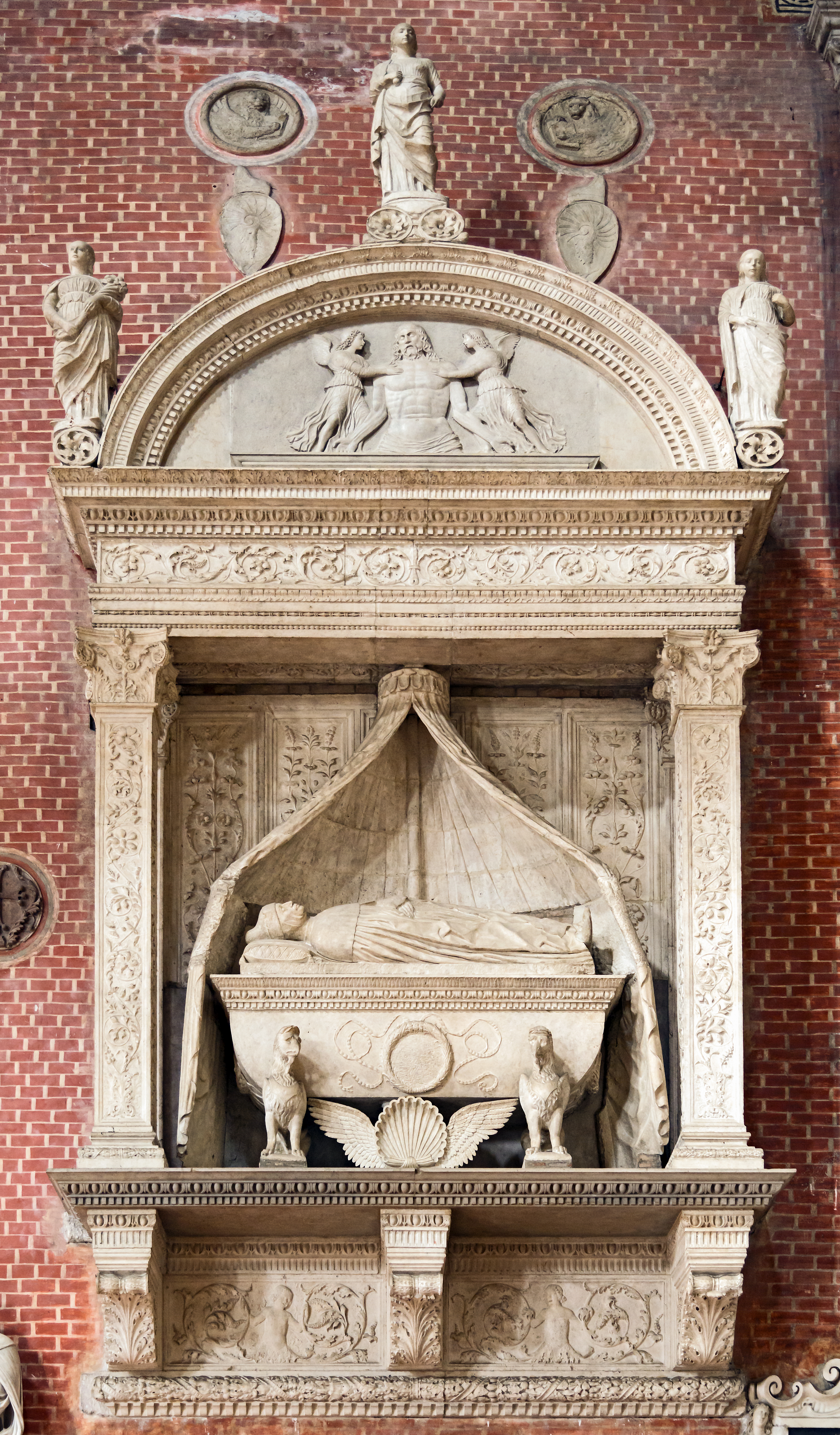
Monumento in la Basilica dei Santi Giovanni e Paolo

Pasquale Malipiero (Venezia, 1392 circa – Venezia, 7 maggio 1462) è stato un politico e diplomatico italiano, 66º doge della Repubblica di Venezia dal 30 ottobre 1457 alla morte.

## Biografia

### Origini e formazione
Nacque dai Malipiero del ramo detto "di San Severo", una famiglia del patriziato veneziano non particolarmente ricca. Il padre era Francesco di Fantino, che nel 1400 fu uno dei 41 che elessero doge Michele Steno; della madre, invece, non si sa nulla. Il genealogista Marco Barbaro gli attribuisce cinque fratelli: Girolamo, Domenico, Fantino, Bernardo e Giorgio.
Nel 1414 sposò Giovanna di Antonio Dandolo del ramo "della Giudecca" dalla quale ebbe almeno tre figli maschi: Lorenzo, Antonio e Polo. Quest'ultimo fu l'unico a sposarsi, con Perina di Francesco Ruzzieri; dal matrimonio nacque un solo figlio maschio, Carlo, con cui estinse la linea familiare. Ebbe anche una figlia, Maddalena, sposata a Giacomo di Zaccaria Gabrielli.
Non abbiamo alcuna notizia sulla sua giovinezza e tanto meno sulla formazione. Probabilmente seguì il consueto cursus previsto per i rampolli del patriziato veneziano, dividendosi tra gli studi e i commerci per mare, che più tardi lasciò in gestione ai fratelli per potersi dedicare appieno alla vita politica.

### Carriera politica
Il primo incarico pubblico di cui si ha notizia certa è la nomina a sindico e provveditore in Albania, Dalmazia e Istria, assieme a Paolo Vallaresso, avvenuta il 28 febbraio 1429. In questa veste ebbe il compito di indagare sulle presunte irregolarità finanziarie attuate da alcuni governatori veneziani a scapito degli abitanti. I due ispettori, partiti in aprile, tornarono a Venezia già a fine ottobre e confermarono il fondamento di molte delle accuse: nei mesi successivi furono in Senato per riferire delle indagini, sostenendo una severa condanna per l'ex conte di Zara Alessandro Zorzi e per l'ex bailo e capitano di Durazzo Andrea Minio.
Nel maggio 1430 tornarono a Zara con l'ordine di revisionare i conti della locale Camera fiscale. Dall'analisi, condotta con estrema precisione e perizia, emersero pesanti irregolarità contabili.
Le notizie tornano a scarseggiare sino al settembre 1435, quando fu eletto console a Trani. Il 21 febbraio 1437 assunse il primo incarico diplomatico in qualità di ambasciatore a Genova e lo tenne sino al dicembre 1438 (lo interruppe solo tra il dicembre 1437 e la primavera successiva, a causa di alcune questioni familiari).
Tornato a Venezia all'inizio del 1439, il 3 febbraio di quell'anno divenne uno dei cinque Savi a conzar la terra. Abbandonò l'incarico qualche mese dopo, essendo stato nominato ambasciatore presso il concilio di Firenze; questo evento gli impedì inoltre di entrare in Senato, nonostante vi fosse stato eletto il 20 settembre.
Il 3 maggio 1440 fu creato oratore di Francesco Sforza il quale era stato posto a capo degli eserciti veneziani in Lombardia in qualità di provveditore; tra i due si instaurò un rapporto di profonda stima, che perdurò anche quando il condottiero, divenuto duca di Milano, si schierò contro la Repubblica. Durante questo mandato fu in trattativa con i rappresentanti delle Comunità bresciane e bergamasche per definire le condizioni della loro sottomissione alla Serenissima.
Il 25 novembre 1440 fu eletto al vertice della podesteria di Verona ma vi rinunciò optando, il 6 dicembre, per quella di Padova. Concluso il mandato verso la metà del 1442, il 12 agosto fu eletto in Senato, il 9 settembre al Consiglio dei dieci e il 30 settembre Savio di Terraferma. Il 27 gennaio 1443 entrò nel Minor Consiglio e vi rimase sino al settembre successivo, essendo stato creato ambasciatore a Bologna dove rimase sino all'aprile 1444. Il 31 dicembre successivo divenne Savio al Consiglio.
Nel 1445 rifiutò, adducendo ragioni di salute, le nomine ad ambasciatore a Milano, Bologna e nuovamente a Milano. Accettò, invece, la carica di avogadore di Comun il 12 giugno di quell'anno.

### Dogado
Fu eletto il 30 ottobre 1457, quando l'ex doge Foscari era ancora vivo. Due giorni dopo la morte del suo predecessore decise di presenziare ai funerali di stato in abiti senatoriali anziché dogali.
Eletto dalle famiglie politicamente avverse al partito del Foscari, si mostrò troppo legato ad esse e per questo la sua azione di governo risultò debole e inconcludente. Spesso si rifiutò di prendere anche le più elementari decisioni rinviandole continuamente.
Il confronto con il predecessore, che era sempre stato sicuro di sé e deciso, presto si fece sentire ed il popolo percepì questa debolezza motteggiandolo e non portandogli sempre il dovuto rispetto.
Nel 1458 firmò alcune leggi che limitarono il potere del Consiglio dei Dieci.
Nel 1459 papa Pio II richiese a Venezia delle galee per poter partecipare ad una nuova crociata contro gli infedeli, ma il doge mosse delle riserve e tutto andò a monte.
Gli anni successivi trascorsero tranquilli sino alla sua morte, avvenuta il 7 maggio 1462.